# آدم هيل
آدم هيل (بالإنجليزية: Adam Hill)‏ هو لاعب اتحاد الرغبي نيوزلندي، ولد في 19 أكتوبر 1986 في Gore, New Zealand ‏ في نيوزيلندا.

## وصلات خارجية
- آدم هيل على موقع ItsRugby.co.uk (الإنجليزية)